# Lézignan-la-Cèbe

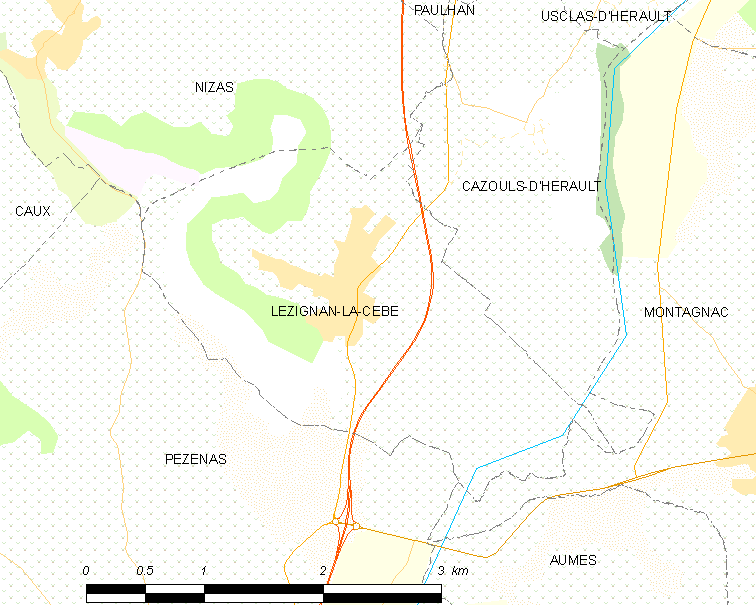
Mapa

 Lézignan-la-Cèbe  (en occitano Lesinhan la Ceba) es una población y comuna francesa, situada en la región de Occitania, departamento de Hérault, en el distrito de Béziers y cantón de Mèze.

## Demografía
| 767 | 736 | 712 | 838 | 977 | 1013 | 1533 |
| Para los censos de 1962 a 1999 la población legal corresponde a la población sin duplicidades (Fuente: INSEE [Consultar]) |     |     |     |     |      |      |